# Sufiane ibne Aufe
Sufiane ibne Aufe ibne Almugafal Alazedi Algamidi (em árabe: سفيان بن عوف بن المغفل الأزدي الغامدي; romaniz.: Sufyān ibn ʿAwf ibn al-Mughaffal al-Azdī al-Ghāmidī; falecido em 672 ou 673/4) foi um comandante árabe a serviço dos califas ortodoxos Omar (r. 634–644) e Otomão (r. 644–656)e o califa omíada Moáuia I (r. 661–680). Ele lutou como partidário de Moáuia contra o califa Ali durante a Primeira Fitna, liderando um ataque contra as forças deste último no Iraque. Ao longo de sua carreira militar, foi o comandante principal nas guerras com o Império Bizantino. Embora os relatos medievais em árabe, grego e siríaco não sejam inteiramente consistentes, provavelmente estava à frente de um grande exército árabe que foi derrotado de forma decisiva pelos bizantinos em 673/74 e foi morto durante a batalha.

## Vida
Sufiane pertencia ao ramo gamida dos azeditas, residente no sul de Hejaz (oeste da Arábia). Era companheiro do profeta Maomé. Durante a conquista muçulmana da Síria bizantina, participou do cerco e captura de Damasco em 634 ou 635 como tenente de Abu Ubaidá ibne Aljarrá. Durante o califado de Otomão (r. 644–656), se tornou leal ao governador da Síria, Moáuia ibne Abu Sufiane. Por um certo período, o último nomeou Sufiane saíbe alçauaife (ṣāḥib al-ṣawāʾif), ou seja, comandante-chefe das expedições de verão no território bizantino na Anatólia, através da fronteira norte.
Durante a Primeira Fitna entre Moáuia e Ali (r. 656–661), liderou um ataque contra as posições de Ali no Iraque em 659/660 ou no verão de 660. Alcançou Hite e Sandauda pela primeira vez, ambas na margem oeste do Eufrates, e ao encontrá-las abandonadas por suas guarnições e habitantes, que fugiram com a notícia do ataque iminente de Sufiane, prosseguiu em direção a Ambar, na margem leste do rio. Durante o ataque, o comandante da guarnição de Ambar Asras ibne Haçane Albacri, e trinta de seus soldados, foram mortos. Depois de saquear a cidade, retirou-se à Síria sem prosseguir para Almadaim conforme instruído por Moáuia, que mesmo assim o elogiou pela eficiência e sucesso da expedição. Ele prometeu instalar Sufiane em qualquer escritório que desejasse. Os ataques contribuíram à fuga de muitos iraquianos à Síria durante a guerra.
Moáuia acabou prevalecendo no conflito e se tornou califa em 661. Reiniciou as campanhas contra o Império Bizantino após a calmaria causada pela guerra civil e em 665 nomeou Sufiane ao lado de seu próprio filho Iázide para liderar um ataque de verão contra os bizantinos; Sufiane e seus homens entraram em território bizantino antes de Iázide, mas logo depois retiraram-se como resultado de uma doença. Nos relatos muçulmanos medievais de Iacubi (m. C. 900) e Tabari (m. 923), foi o comandante de um ataque contra o território bizantino em 670/71. De acordo com os historiadores tradicionais muçulmanos Uaquidi (falecido em 822), Califa ibne Caiate (falecido em 854), Iacubi e Tabari, liderou uma expedição contra os bizantinos em 672, durante a qual Uaquidi e Iacubi afirmam que morreu. De acordo com o historiador siríaco Teófilo de Edessa (falecido em 785), foi morto com 30 000 de seus homens por um exército bizantino liderado pelos patrícios Floro, Petronas e Cipriano em 673/74; Miguel, o Sírio (falecido em 1199), observa ainda que o local da batalha foi em uma cidade costeira da Lícia sitiada pelos árabes. A batalha foi um ponto de viragem nesta fase das guerras árabe-bizantinas, preparando os bizantinos para uma contra-ofensiva nos anos seguintes. Na biografia de Sufiane por ibne Açaquir (falecido em 1176), diz-se que foi morto em território bizantino em 674.